# Ghiacciaio Shark Fin
Il ghiacciaio Shark Fin è un ghiacciaio di circo lungo situato nella regione centro-occidentale della Dipendenza di Ross, nell'Antartide orientale. Il ghiacciaio, il cui punto più alto si trova a circa 2000 m s.l.m., si trova sulla costa di Scott, nel versante sud-orientale della dorsale Royal Society, dove contorna il versante meridionale del monte Shark Fin, tra il ghiacciaio Renegar, a nord, e il ghiacciaio Foster, al cui flusso va ad unirsi, a sud.

## Storia
Il ghiacciaio Shark Fin è stato mappato da membri dello United States Geological Survey (USGS) grazie a fotografie aeree scattate dalla marina militare statunitense (USN) nel periodo 1956-62, e così battezzato solo anni dopo dal Comitato neozelandese per i toponimi antartici in associazione con il vicino monte Shark Fin, a sua volta così battezzato in virtù della sua forma: in inglese, infatti, shark fin significa pinna di squalo.